# Nikolaus von Urden
Nikolaus von Urden († 1407 in Lübeck) war Ratsherr der Hansestadt Lübeck.

## Leben
Nikolaus von Urden war der Sohn des Lübecker Ratsherrn Konrad von Urden. Mit seinem Stiefvater, dem Ratsherrn Tidemann Junge, saß er ab 1406 gleichzeitig im Rat der Stadt. Nikolaus von Urden war Mitglied der patrizischen Zirkelgesellschaft. Er war in erster Ehe mit Hildegard, einer Tochter des Ratsherrn Gerhard Darsow verheiratet, in zweiter Ehe mit Gertrud Vogel. Er bewohnte in Lübeck das Haus Mengstraße 2. 1404 errichtete er sein Testament.